# Chasing Summer
Chasing Summer es el tercer álbum de estudio del artista estadounidense SiR. Fue lanzado el 30 de agosto de 2019 por Top Dawg Entertainment y RCA Records. El álbum incluye colaboraciones invitadas de Kendrick Lamar, Lil Wayne, Jill Scott, Smino, Kadhja Bonet, Sabrina Claudio y Zacari.

## Sencillos y promoción
El 8 de agosto de 2019, SiR lanzó el sencillo principal del álbum "Hair Down" con Kendrick Lamar. El vídeo musical también fue lanzado el mismo día y fue dirigido por Jack Begert de Psycho Films.
En abril de 2020, se lanzó el sencillo de "John Redcorn" con un vídeo musical inspirado en King of the Hill.

## Recepción crítica
Al revisar el álbum para Pitchfork, Dani Blum dijo que SiR adoptó un enfoque más oscuro con este álbum, afirmando que es una "colección de R&B triste y vaporosa", y dijo que "con 14 canciones, el álbum se siente inflado. Su torbellino de características es impredecible. Smino y Kendrick Lamar inyectan vida en los espacios que SiR excava". El escritor continuó diciendo: "El efecto es un álbum lleno de paranoia. SiR crea condiciones en las que las relaciones reales son imposibles: siempre está en el lugar equivocado en el momento equivocado; repite conversaciones que nunca sucedieron; espera llamadas que ganó". No lo tomo."

## Lista de canciones
| N.º | Título                                        | Productor(es)                                              | Duración |  |
| 1.  | «Hair Down» (con Kendrick Lamar)              | Michael Uzowuru, Jeff Kleinman, Boi Beatz, Hector          |          |  |
| 2.  | «John Redcorn»                                | Kal Banx, Jeff "Gitty" Gitelman                            | 3:07     |  |
| 3.  | «You Can't Save Me»                           | SHROOM, Kal Banx                                           | 2:54     |  |
| 4.  | «LA Lisa» (con Smino)                         | D.K. The Punisher, Bradford Tidwell                        | 3:40     |  |
| 5.  | «Fire»                                        | Tony Russell, Rob "Freaky Rob" Gueringer, J.LBS            | 2:33     |  |
| 6.  | «New Sky» (con Kadhja Bonet)                  | Soul Surplus, Tae Beast                                    | 3:11     |  |
| 7.  | «Lucy's Love» (con Lil Wayne)                 | Kelvin Wooten, Saxon                                       | 3:07     |  |
| 8.  | «That's Why I Love You» (con Sabrina Claudio) | LordQuest                                                  | 4:01     |  |
| 9.  | «Touch Down»                                  | Boi-1da, Nick Brongers                                     | 2:55     |  |
| 10. | «Wires in the Way»                            | Pete Nebula, Carter Lang                                   | 2:10     |  |
| 11. | «Still Blue» (con Jill Scott)                 | Sounwave                                                   | 3:05     |  |
| 12. | «Mood» (con Zacari)                           | Kelvin Wooten, Kal Banx                                    | 3:11     |  |
| 13. | «The Recipe»                                  | D.K. The Punisher, Amaire Johnson, Kelvin Wooten, Kal Banx | 2:58     |  |
| 14. | «LA»                                          | Kiefer, Tony Russell, Rob 'Freaky Rob" Gueringer, Kal Banx | 5:10     |  |

## Posicionamiento en listas
| Lista (2019)                   | Posición |
| ------------------------------ | -------- |
| Estados Unidos (Billboard 200) | 64       |